# The Great Profile
Pour plus de détails, voir Fiche technique et Distribution.
The Great Profile est un film américain réalisé par Walter Lang, sorti en 1940.

## Fiche technique
- Titre : The Great Profile
- Réalisation : Walter Lang
- Scénario : Milton Sperling et Hilary Lynn
- Direction artistique : Richard Day et Joseph C. Wright
- Décors : Thomas Little
- Costumes : Travis Banton
- Photographie : Ernest Palmer
- Montage : Francis D. Lyon
- Société de production : 20th Century Fox
- Pays de production : États-Unis
- Format : Noir et blanc - 1,37:1
- Genre : comédie
- Durée : 82 minutes
- Date de sortie : 1940

## Distribution
- John Barrymore : Evans Garrick
- Mary Beth Hughes : Sylvia
- Gregory Ratoff : Boris Mefoofsky
- John Payne : Richard Lansing
- Anne Baxter : Mary Maxwell
- Lionel Atwill : Dr Bruce
- Edward Brophy : Sylvester
- Willie Fung : Confucius
- Joan Valerie (en) : Understudy
- Charles Lane : Directeur
- Marc Lawrence : Tony
- Hal K. Dawson (en) : Vendeur de tickets
- James Flavin : Détective
- Dorothy Dearing (en) : Débutante
- Eddie Dunn (en)